# Барон Гринвич
Барон Гринвич (англ. Baron Greenwich) — британский дворянский титул, который дважды создавался: в 1767 году в системе пэрства Великобритании и в 1947 году в системе пэрства Соединённого королевства. После того как в 2022 году носивший титул принц Уэльский Чарльз стал под именем Карла III королём Великобритании, титул присоединился к короне.

## История
Впервые титул был создан 19 августа 1767 года в системе пэрства Великобритании, когда Кэролайн Таунсенд, урождённая Кэмпбелл, была признана баронессой Гринвич в собственном праве. Она была старшей дочерью Джона Кэмпбелла, 2-го герцога Аргайла и 1-го герцога Гринвичского. Поскольку у того не было сыновей, титул наследовал его младший брат, однако часть отцовских поместий унаследовала Кэролайн. Именно в знак того, что она не смогла унаследовать отцовский титул и главные родовые поместья привели к созданию для неё пэрского титула. Назван титул был в честь Гринвичского парка в графстве Кент — Кэролайн занимала должность его смотрителя. Она была дважды замужем, от обоих браков у неё было потомство, но титул был создан с правом наследования по мужской линии только для детей, родившихся во втором браке с Чарльзом Таунсендом. Поскольку все её сыновья, родившиеся от этого брака, умерли раньше неё, не оставив мужского потомства, после смерти баронессы в 1794 году титул угас.
Второй раз титул барона Гринвича был создан уже в пэрстве Соединённого королевства 19 ноября 1947 года вместе с титулами герцога Эдинбургского и графа Марионета для Филиппа Маунтбеттена, ставшего мужем будущей королевы Елизаветы II. Название титул получил в честь города Гринвич (в настоящее время — район Лондона). После его смерти в 2021 году титул был унаследован сыном, принцем Уэльским Чарльзом. 8 сентября 2022 года он стал под именем «Карл III» королём Великобритании, а титул барона Гринвича был присоединён к короне.

## Бароны Гринвич

### Первая креация (1767, пэрство Великобритании)
- 1767—1794: Кэролайн Таунсенд (17 ноября 1717 — 25 января 1794), 1-я баронесса Гринвич с 1767 года[2].

### Вторая креация (1947, пэрство Соединённого королевства)
- 1947—2021: Филипп Маунтбеттен (10 июня 1921 — 9 апреля 2021), 1-й герцог Эдинбургский, 1-й граф Мерионет и 1-й барон Гринвич с 1947 года, принц Соединённого королевства с 1957 года[4].
- 2021—2022: Чарльз Филипп Артур Джордж Маунтбеттен-Виндзор (родился 14 ноября 1948), герцог Корнуольский, граф Каррик, барон Ренфру, лорд Островов, принц и великий стюард Шотландии в 1952—2022 годах, принц Уэльский и граф Честер в 1958—2022 годах, 2-й герцог Эдинбургский, 2-й граф Мерионет и 2-й барон Гринвич в 2021—2022 годах, король Великобритании (под именем «Карл III») с 2022 года, сын предыдущего[5].